# Karl Löwith

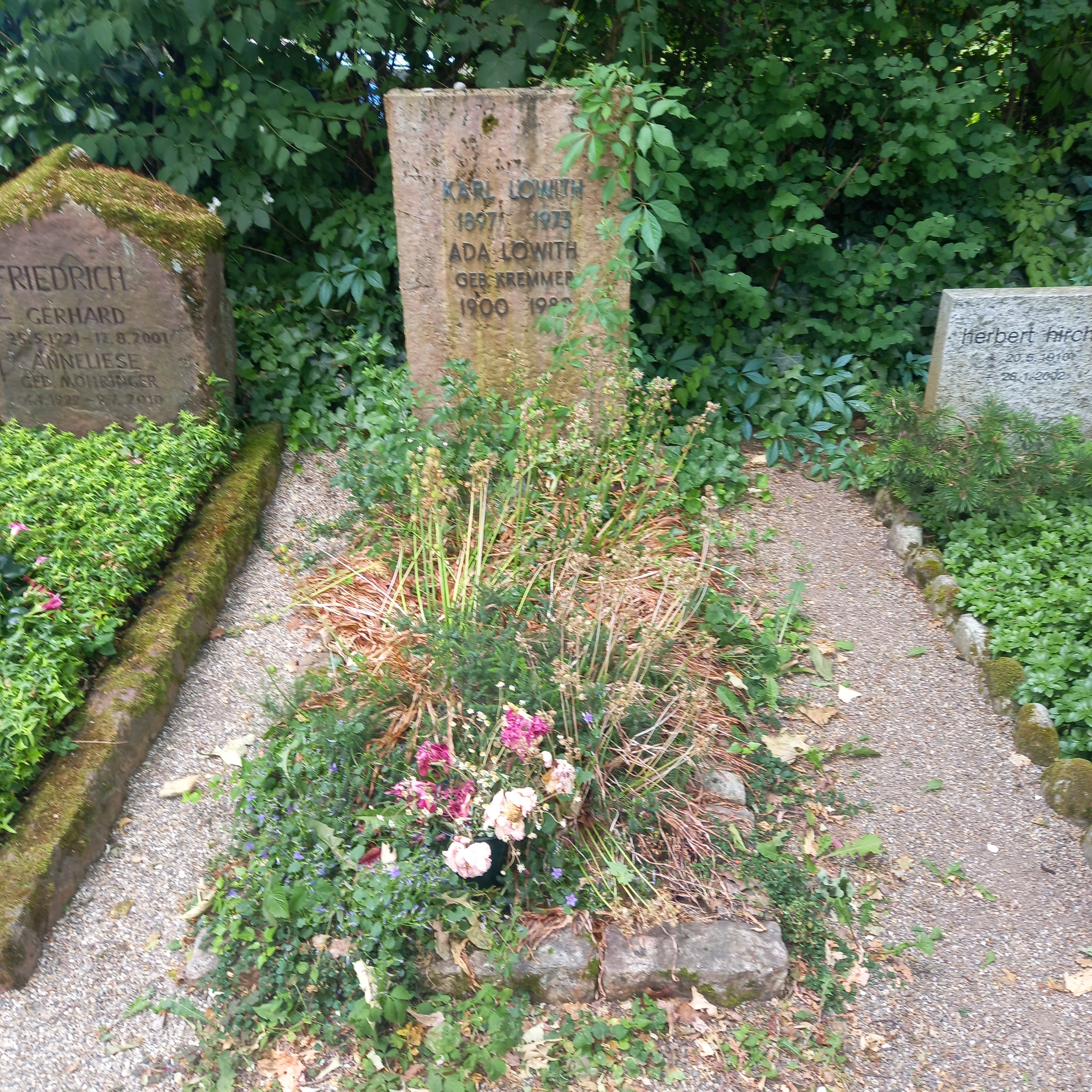
Tomba de Löwith a la ciutat de Heidelberg.

Karl Löwith (1897 – 1973) fou un filòsof alemany que ensenyà a la facultat de Heidelberg. Pensava que la percepció del món depèn de la percepció dels altres i, per tant, defensava la intersubjectivitat com a criteri de veritat. Va criticar les idees de l'historicisme per allunyar l'home de la natura i per això va rebutjar els ensenyaments de Martin Heidegger, qui havia estat el seu mestre. Per acabar, dins la seva extensa bibliografia cal destacar el repàs de la filosofia alemanya, que considerava en decadència per no saber conjugar la cosmovisió del cristianisme tradicional europeu amb les exigències de la vida moderna.